# Alan Osório da Costa Silva
Alan Osório da Costa Silva (Salvador, 19 september 1979) – alias Alan – is een Braziliaans voormalig voetballer die doorgaans als rechtsbuiten speelde. Gedurende zijn loopbaan speelde hij jarenlang in Portugal, waar hij vooral veel speelde voor Marítimo en SC Braga.

## Clubcarrière
Alan speelde in de jeugd van Ipatinga en brak bij die club ook door in 2000. Na één seizoen werd hij door Marítimo naar Portugal gehaald. Bij Marítimo zou de rechtsbuiten uiteindelijk tot meer dan honderd competitiewedstrijden komen, waarin hij veertien maal doel zou treffen. In 2005 sloot de Braziliaan zich aan bij FC Porto. Bij de topclub was hij echter vooral wisselspeler en hij begon slechts sporadisch als basisspeler. Na een jaar op huurbasis actief te zijn geweest bij Vitória, werd hij gekocht door SC Braga. Op 13 april 2013 scoorde hij de enige treffer in de finale van de Taça da Liga tegen zijn oude club FC Porto en haalde daarmee de trofee binnen. In de zomer van 2017 zette hij op zevenendertigjarige leeftijd een punt achter zijn actieve loopbaan.